# Hieracium fritzei
Hieracium fritzei là một loài thực vật có hoa trong họ Cúc. Loài này được F.W.Schultz mô tả khoa học đầu tiên năm 1872.